# دتش كلارك
دتش كلارك (بالإنجليزية: Dutch Clark) هو لاعب كرة قدم أمريكية أمريكي، ولد في 11 أكتوبر 1906 في كولورادو في الولايات المتحدة، وتوفي في 5 أغسطس 1978 في كانون سيتي في الولايات المتحدة.

## وصلات خارجية
- دتش كلارك على موقع كلية كرة السلة في سبورتس رفرنس.كوم (الإنجليزية)
- دتش كلارك على موقع مرجع كرة القدم المحترفة.كوم (الإنجليزية)
- دتش كلارك على موقع قاعة كولورادو للمشاهير الرياضية (الإنجليزية)
- دتش كلارك على موقع إن إن دي بي (الإنجليزية)